# Фэррис, Дионн
Дио́нн Фэ́ррис (англ. Dionne Farris; 4 декабря 1969, Бордентаун, Нью-Джерси, США) — американская певица и автор песен.

## Биография
Дионн Фэррис родилась в 1969 году в Бордентауне (штат Нью-Джерси, США).
Дионн начала свою музыкальную карьеру в 1992 году и к 2011 году она выпустила три музыкальных студийных альбома: 
- Wild Seed – Wild Flower (1995), Columbia
- For Truth If Not Love (2007), Music World
- Signs of Life, (2011), Free & Clear Records.

В 1995 году Фэррис выпустила сингл «I Know», который принёс ей успех. Она известна по сотрудничеству с «Arrested Development», Count Bass D, Рэнди Джексоном, Ван Хантом, Guru, Джермейном Дюпри, «TLC» и Джермейном Рэндом.
В 1990-х годах Дионн состояла в фактическом браке. У бывшей пары есть дочь — Тейт (род.13.05.1996).